# Münzgesetz (Deutschland)
Das derzeitige deutsche Münzgesetz vom 16. Dezember 1999 (MünzG 2002) regelt unter anderem die Annahmepflicht von Euro-Gedenkmünzen und ergänzt damit die EG-Verordnung Nr. 974/98. Das Gesetz hat zum 1. Januar 2002 das MünzG 1950 abgelöst.
Laut EG-Verordnung Nr. 974/98 müssen bis zu 50 Euro-Münzen in einer Zahlung akzeptiert werden. Bei deutschen, auf Euro lautenden Gedenkmünzen wie beispielsweise Zehn-Euro-Münzen ist die Annahmepflicht auf 200 Euro je Zahlung beschränkt. Zehn-Euro-Münzen sind demnach in Deutschland gesetzliches Zahlungsmittel und müssen laut § 2 MünzG akzeptiert werden.
Das Verfälschen oder Herstellen von Münzen, die den Anschein erwecken, früher gesetzliches Zahlungsmittel gewesen zu sein, wird als Ordnungswidrigkeit mit Geldbuße von bis zu 20.000 Euro, der Versuch mit bis zu 5.000 Euro Geldbuße geahndet (§§ 11 und 12 MünzG 2002). Dagegen führt das Fälschen oder Inverkehrbringen aktueller Münzen zu einem Strafverfahren wegen Inverkehrbringens von Falschgeld nach § 146 Abs. 1 Nr. 3 StGB. Die unberechtigte Ausgabe von Münzen kann nach § 35 BBankG bestraft werden. 
Das Münzgesetz 2002 wurde mit dem Gesetz über die Änderung währungsrechtlicher Vorschriften infolge der Einführung des Euro-Bargeldes (Drittes EuroEG) vom 16. Dezember 1999 eingeführt und wurde zuletzt 2011 geändert. Vorherige Änderungen fanden 2001, 2005, 2007 und 2008 statt.  